# Ice Star de 2013
O Ice Star de 2013 foi a segunda edição do Ice Star, um evento anual de patinação artística no gelo. A competição foi disputada entre os dias 18 de outubro e 20 de outubro, na cidade de Minsk, Bielorrússia.

## Eventos
- Individual masculino (sênior, júnior e noviço avançado)
- Individual feminino (sênior, júnior e noviço avançado)
- Duplas (sênior)
- Dança no gelo (sênior, júnior e noviço avançado)

## Medalhistas
| Evento                        | Ouro                                                   | Prata                                               | Bronze                                                   |
| Sênior                        |                                                        |                                                     |                                                          |
| Individual masculino detalhes | Sergei Voronov · Rússia                                | Zhan Bush · Rússia                                  | Pavel Ignatenko · Bielorrússia                           |
| Individual feminino detalhes  | Helery Halvin · Estônia                                | Janina Makeenka · Bielorrússia                      | Svetlana Issakova · Estônia                              |
| Duplas detalhes               | Kristina Astakhova · Maxim Kurdyukov · Rússia          | Maria Paliakova · Nikita Bochkov · Bielorrússia     | Arina Voevodina · Mikhail Akulov · Rússia                |
| Dança no gelo detalhes        | Ekaterina Bobrova · Dmitri Soloviev · Rússia           | Victoria Sinitsina · Ruslan Zhiganshin · Rússia     | Ekaterina Pushkash · Jonathan Guerreiro · Rússia         |
| Júnior                        |                                                        |                                                     |                                                          |
| Individual masculino detalhes | Adian Pitkeev · Rússia                                 | Stanislav Andryunin · Rússia                        | Anton Karpuk · Bielorrússia                              |
| Individual feminino detalhes  | Evgenia Medvedeva · Rússia                             | Alina Beletskaya · Ucrânia                          | Valeria Kozinets · Ucrânia                               |
| Dança no gelo detalhes        | Anna Yanovskaya · Sergey Mozgov · Rússia               | Viktoria Kavaliova · Yurii Bieliaiev · Bielorrússia | Natalia Kaliszek · Yaroslav Kurbakov · Polônia           |
| Noviço avançado               |                                                        |                                                     |                                                          |
| Individual masculino detalhes | Aleksandr Selevko · Estônia                            | Yauheny Puzanau · Bielorrússia                      | Kasparas Garsvas · Lituânia                              |
| Individual feminino detalhes  | Anastasiya Zaitsava · Bielorrússia                     | Lukrecija Paulikaite · Lituânia                     | Kristina Shkuleta-Gromova · Estônia                      |
| Dança no gelo detalhes        | Palina Mishchanchuk · Uladzimir Zaitsau · Bielorrússia | Irina Jasakova · Dmitry Neretin · Rússia            | Ekaterina Sapozhenkova · Roman Balanovich · Bielorrússia |

## Resultados

### Sênior

#### Individual masculino
| Pos.              | Nome                  | Nacionalidade | Pontos | PC        | PL         |
| ----------------- | --------------------- | ------------- | ------ | --------- | ---------- |
| Medalha de ouro   | Sergei Voronov        | Rússia        | 244.30 | 82.70 (1) | 161.60 (1) |
| Medalha de prata  | Zhan Bush             | Rússia        | 215.66 | 69.57 (2) | 146.09 (2) |
| Medalha de bronze | Pavel Ignatenko       | Bielorrússia  | 186.67 | 55.84 (3) | 130.83 (3) |
| 4                 | Mikhail Koroliuk      | Bielorrússia  | 172.01 | 52.65 (6) | 119.36 (4) |
| 5                 | Slavik Hayrapetyan    | Armênia       | 166.24 | 53.46 (4) | 112.78 (5) |
| 6                 | Vitalii Luchanok      | Bielorrússia  | 155.21 | 49.41 (8) | 105.80 (6) |
| 7                 | Dmitri Kagirov        | Bielorrússia  | 144.33 | 52.66 (5) | 91.67 (7)  |
| 8                 | Aliaksei Mialiokhin   | Bielorrússia  | 138.36 | 52.10 (7) | 86.26 (8)  |
| WD                | Saulius Ambrulivicius | Lituânia      | —      | — (WD)    |            |
| WD                | Kim Lucine            | Mônaco        | —      | — (WD)    |            |

#### Individual feminino
| Pos.              | Nome               | Nacionalidade | Pontos | PC        | PL        |
| ----------------- | ------------------ | ------------- | ------ | --------- | --------- |
| Medalha de ouro   | Helery Halvin      | Estônia       | 108.14 | 40.59 (1) | 67.55 (2) |
| Medalha de prata  | Janina Makeenka    | Bielorrússia  | 103.89 | 35.04 (3) | 68.85 (1) |
| Medalha de bronze | Svetlana Issakova  | Estônia       | 91.89  | 35.15 (2) | 56.74 (4) |
| 4                 | Kseniya Bakusheva  | Bielorrússia  | 90.68  | 31.53 (4) | 59.15 (3) |
| 5                 | Alina Parkhomenka  | Bielorrússia  | 75.52  | 25.70 (5) | 49.82 (5) |
| WD                | Inga Januleviciute | Lituânia      | —      | — (WD)    |           |

#### Duplas
| Pos.              | Nome                                 | Nacionalidade | Pontos | PC        | PL        |
| ----------------- | ------------------------------------ | ------------- | ------ | --------- | --------- |
| Medalha de ouro   | Kristina Astakhova / Maxim Kurdyukov | Rússia        | 145.86 | 51.99 (1) | 93.87 (1) |
| Medalha de prata  | Maria Paliakova / Nikita Bochkov     | Bielorrússia  | 135.74 | 49.56 (2) | 86.18 (2) |
| Medalha de bronze | Arina Voevodina / Mikhail Akulov     | Rússia        | 112.28 | 44.83 (3) | 67.45 (3) |

#### Dança no gelo
| Pos.              | Nome                                        | Nacionalidade | Pontos | DC        | DL         |
| ----------------- | ------------------------------------------- | ------------- | ------ | --------- | ---------- |
| Medalha de ouro   | Ekaterina Bobrova / Dmitri Soloviov         | Rússia        | 180.32 | 74.17 (1) | 106.15 (1) |
| Medalha de prata  | Viktoria Sinitsina / Ruslan Zhiganshin      | Rússia        | 160.22 | 63.05 (2) | 97.17 (2)  |
| Medalha de bronze | Ekaterina Pushkash / Jonathan Guerreiro     | Rússia        | 142.29 | 53.57 (3) | 88.72 (3)  |
| 4                 | Elizaveta Tretyakova / Viktor Kovalenko     | Uzbequistão   | 113.48 | 42.59 (6) | 70.89 (4)  |
| 5                 | Anastasiya Galeta / Avidan Brown            | Ucrânia       | 113.10 | 43.41 (5) | 69.69 (5)  |
| 6                 | Ksenia Korobkova / Daryn Zhunussov          | Cazaquistão   | 111.33 | 44.17 (4) | 67.16 (6)  |
| 7                 | Sarah Robert Sifaoui / Olexsandr Liubchenko | França        | 106.78 | 42.37 (7) | 64.41 (7)  |
| 8                 | Valentina Rudchenko / Benjamin Allain       | França        | 100.05 | 39.58 (8) | 60.47 (8)  |

### Júnior

#### Individual masculino júnior
| Pos.              | Nome                | Nacionalidade | Pontos | PC        | PL         |
| ----------------- | ------------------- | ------------- | ------ | --------- | ---------- |
| Medalha de ouro   | Adian Pitkeev       | Rússia        | 213.87 | 73.06 (1) | 140.81 (1) |
| Medalha de prata  | Stanislav Andryunin | Rússia        | 172.34 | 48.27 (2) | 124.07 (2) |
| Medalha de bronze | Anton Karpuk        | Bielorrússia  | 143.60 | 46.61 (3) | 96.99 (3)  |
| 4                 | Artsiom Tseluiko    | Bielorrússia  | 103.80 | 33.11 (5) | 71.86 (4)  |
| 5                 | Ivan Prokopovich    | Bielorrússia  | 89.60  | 26.33 (4) | 56.49 (6)  |
| 6                 | Ilya Yukhimuk       | Bielorrússia  | 86.31  | 31.94 (6) | 59.98 (5)  |

#### Individual feminino júnior
| Pos.              | Nome                   | Nacionalidade | Pontos | PC         | PL         |
| ----------------- | ---------------------- | ------------- | ------ | ---------- | ---------- |
| Medalha de ouro   | Evgenia Medvedeva      | Rússia        | 180.13 | 62.12 (1)  | 118.01 (1) |
| Medalha de prata  | Alina Beletskaya       | Ucrânia       | 108.29 | 35.02 (4)  | 73.27 (2)  |
| Medalha de bronze | Valeria Kozinets       | Ucrânia       | 100.35 | 36.95 (2)  | 63.40 (4)  |
| 4                 | Darya Batura           | Bielorrússia  | 99.12  | 34.38 (6)  | 64.74 (3)  |
| 5                 | Samanta Kovalkova      | Letônia       | 90.30  | 31.62 (8)  | 58.68 (5)  |
| 6                 | Mariya Bakusheva       | Bielorrússia  | 86.71  | 32.49 (7)  | 54.22 (7)  |
| 7                 | Alina Suponenko        | Bielorrússia  | 84.31  | 28.54 (9)  | 55.77 (6)  |
| 8                 | Beatrice Mielunaite    | Lituânia      | 81.99  | 34.39 (5)  | 47.60 (9)  |
| 9                 | Yelizaveta Ausiukevich | Bielorrússia  | 78.22  | 25.71 (11) | 52.51 (8)  |
| 10                | Alina Starchenkova     | Bielorrússia  | 72.75  | 25.96 (10) | 46.79 (10) |
| 11                | Darya Maltsava         | Bielorrússia  | 68.33  | 25.59 (12) | 42.74 (12) |
| 12                | Alisa Turchina         | Bielorrússia  | 66.23  | 22.58 (14) | 43.65 (11) |
| 13                | Vilte Radzivilaviciute | Lituânia      | 64.90  | 22.76 (13) | 42.14 (13) |
| WD                | Natalia Fartushina     | Alemanha      | —      | 35.47 (3)  | — (WD)     |
| WD                | Aleksandra Golovkina   | Lituânia      | —      | — (WD)     |            |

#### Dança no gelo júnior
| Pos.              | Nome                                      | Nacionalidade | Pontos | DC         | DL         |
| ----------------- | ----------------------------------------- | ------------- | ------ | ---------- | ---------- |
| Medalha de ouro   | Anna Yanovskaya / Sergey Mozgov           | Rússia        | 157.42 | 63.21 (1)  | 94.21 (1)  |
| Medalha de prata  | Viktoria Kavaliova / Yuri Bieliaiev       | Bielorrússia  | 127.53 | 57.21 (2)  | 70.32 (3)  |
| Medalha de bronze | Natalia Kaliszek / Yaroslav Kurbakov      | Polônia       | 126.49 | 51.51 (3)  | 74.98 (2)  |
| 4                 | Ekaterina Bocharova / Anton Shibnev       | Rússia        | 120.82 | 50.96 (4)  | 69.86 (4)  |
| 5                 | Ludmila Sosnitskaya / Pavel Golovishnikov | Rússia        | 112.41 | 46.35 (5)  | 66.06 (5)  |
| 6                 | Florence Clarke / Tim Dieck               | Alemanha      | 111.79 | 46.09 (6)  | 65.70 (6)  |
| 7                 | Eugenia Tkachenka / Yuri Gulitski         | Bielorrússia  | 108.53 | 43.18 (7)  | 65.35 (8)  |
| 8                 | Sofia Verezemskaya / Ivan Vederov         | Rússia        | 105.45 | 39.90 (8)  | 65.55 (7)  |
| 9                 | Olga Jakushina / Aleksandrs Grishins      | Letônia       | 101.16 | 39.39 (9)  | 61.77 (9)  |
| 10                | Slavyana Tsenova / Egor Zaytsev           | Bulgária      | 95.26  | 38.10 (11) | 57.16 (11) |
| 11                | Inna Horbachova / Illia Bohomol           | Ucrânia       | 94.64  | 35.37 (12) | 59.27 (10) |
| 12                | Anastasia Safronova / Ilia Zimin          | Rússia        | 90.29  | 38.36 (10) | 51.93 (13) |
| 13                | Kristina Kaunatskaya / Yan Lukouski       | Bielorrússia  | 88.81  | 33.71 (13) | 55.10 (12) |
| 14                | Alexandra Borysova / Svitozar Marchenko   | Ucrânia       | 78.81  | 31.57 (15) | 47.24 (14) |
| 15                | Olga Bibihina / Vadim Boizov              | Rússia        | 78.74  | 32.65 (14) | 46.09 (15) |

### Noviço avançado

#### Individual masculino noviço avançado
| Pos.              | Nome               | Nacionalidade | Pontos | PC        | PL        |
| ----------------- | ------------------ | ------------- | ------ | --------- | --------- |
| Medalha de ouro   | Aleksandr Selevko  | Estônia       | 73.63  | 28.75 (1) | 44.88 (1) |
| Medalha de prata  | Yauheny Puzanau    | Bielorrússia  | 71.37  | 26.78 (2) | 44.59 (2) |
| Medalha de bronze | Kasparas Garsvas   | Lituânia      | 63.09  | 23.79 (3) | 39.30 (3) |
| 4                 | Ilya Papou         | Bielorrússia  | 57.01  | 20.55 (4) | 36.46 (4) |
| 5                 | Artsiom Kaziuchits | Bielorrússia  | 50.13  | 19.55 (5) | 30.58 (5) |
| 6                 | Yahor Khlapkou     | Bielorrússia  | 40.38  | 14.03 (6) | 26.35 (6) |

#### Individual feminino noviço avançado
| Pos.              | Nome                      | Nacionalidade | Pontos | PC         | PL         |
| ----------------- | ------------------------- | ------------- | ------ | ---------- | ---------- |
| Medalha de ouro   | Anastasiya Zaitsava       | Bielorrússia  | 78.71  | 30.10 (1)  | 48.61 (1)  |
| Medalha de prata  | Lukrecija Paulikaite      | Lituânia      | 74.29  | 26.06 (5)  | 48.23 (2)  |
| Medalha de bronze | Kristina Shkuleta-Gromova | Estônia       | 73.47  | 27.00 (3)  | 46.47 (4)  |
| 4                 | Alina Bibelnik            | Bielorrússia  | 73.24  | 26.08 (4)  | 47.16 (3)  |
| 5                 | Guoste Damuleviciute      | Lituânia      | 71.67  | 27.37 (2)  | 44.30 (6)  |
| 6                 | Dovile Didzgavlyte        | Lituânia      | 69.61  | 25.07 (7)  | 44.54 (5)  |
| 7                 | Elina Rancane             | Letônia       | 64.88  | 21.90 (14) | 42.98 (7)  |
| 8                 | Anastasiya Bazhankova     | Bielorrússia  | 64.51  | 25.24 (6)  | 39.27 (10) |
| 9                 | Mariya Saldakayeva        | Bielorrússia  | 64.01  | 21.37 (15) | 42.64 (8)  |
| 10                | Polina Soloneko           | Bielorrússia  | 63.52  | 24.51 (8)  | 39.01 (11) |
| 11                | Viktoria Khmialeuskaya    | Bielorrússia  | 62.31  | 23.58 (10) | 38.73 (12) |
| 12                | Hanna Abrazhevich         | Bielorrússia  | 61.91  | 23.28 (12) | 38.63 (13) |
| 13                | Valeriya Kazachok         | Bielorrússia  | 61.56  | 23.36 (11) | 38.20 (14) |
| 14                | Hanna Paroshina           | Bielorrússia  | 60.94  | 20.80 (16) | 40.14 (9)  |
| 15                | Anastasiya Belaus         | Bielorrússia  | 60.47  | 22.47 (13) | 38.00 (15) |
| 16                | Tatsiana Mihits           | Bielorrússia  | 60.28  | 24.18 (9)  | 36.10 (16) |
| 17                | Margarita Ostrovskaya     | Bielorrússia  | 47.22  | 19.58 (17) | 27.64 (17) |
| 18                | Karolina Falkeviciute     | Lituânia      | 44.29  | 18.33 (19) | 25.96 (18) |
| 19                | Lizaveta Chernyauskaya    | Bielorrússia  | 42.43  | 18.42 (18) | 24.01 (19) |
| WD                | Shokhsanam Tokhirova      | Uzbequistão   | —      | — (WD)     |            |

#### Dança no gelo noviço avançado
| Pos.              | Nome                                      | Nacionalidade | Pontos | DP1      | DP2      | DL        |
| ----------------- | ----------------------------------------- | ------------- | ------ | -------- | -------- | --------- |
| Medalha de ouro   | Palina Mishchanchuk / Uladzimir Zaitsau   | Bielorrússia  | 59.34  | 9.52 (1) | 8.72 (1) | 41.10 (1) |
| Medalha de prata  | Irina Jasakova / Dmitry Neretin           | Rússia        | 57.17  | 8.60 (2) | 8.42 (2) | 40.15 (2) |
| Medalha de bronze | Ekaterina Sapozhenkova / Roman Balanovich | Bielorrússia  | 48.37  | 7.94 (3) | 7.66 (3) | 32.77 (3) |
| WD                | Yana Lapkes / Vsevolod Arhipenko          | Bielorrússia  | —      | 6.44 (4) | 6.21 (4) | — (WD)    |

## Quadro de medalhas
Sênior
| Ordem | País         | Medalha de ouro | Medalha de prata | Medalha de bronze |    | Ordem por total |
| ----- | ------------ | --------------- | ---------------- | ----------------- | -- | --------------- |
| 1     | Rússia       | 3               | 2                | 2                 | 7  | 1               |
| 2     | Estônia      | 1               |                  | 1                 | 2  | 3               |
| 3     | Bielorrússia |                 | 2                | 1                 | 3  | 2               |
| TOTAL | TOTAL        | 4               | 4                | 4                 | 12 | —               |

Geral
| Ordem | País         | Medalha de ouro | Medalha de prata | Medalha de bronze |    | Ordem por total |
| ----- | ------------ | --------------- | ---------------- | ----------------- | -- | --------------- |
| 1     | Rússia       | 6               | 4                | 2                 | 12 | 1               |
| 2     | Bielorrússia | 2               | 4                | 3                 | 9  | 2               |
| 3     | Estônia      | 2               |                  | 2                 | 4  | 3               |
| 4     | Lituânia     |                 | 1                | 1                 | 2  | 4               |
| 4     | Ucrânia      |                 | 1                | 1                 | 2  | 4               |
| 6     | Polônia      |                 |                  | 1                 | 1  | 6               |
| TOTAL | TOTAL        | 10              | 10               | 10                | 30 | —               |